# جون داي (عالم حاسوب)
جون داي (بالإنجليزية: John Day)‏ هو عالم حاسوب أمريكي، ولد في 27 مايو 1947.